# Lillsjötoppen

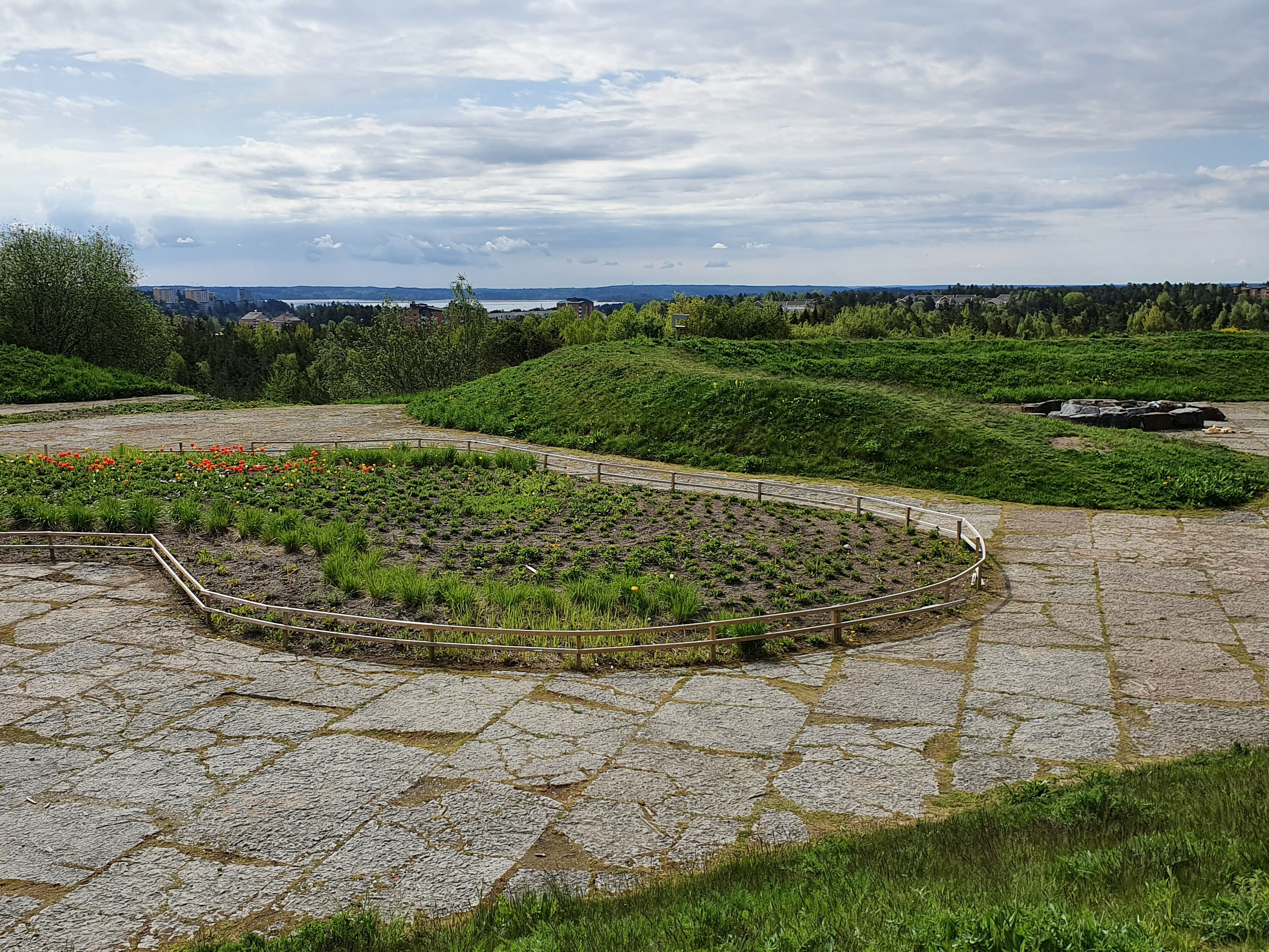
Toppen av Lillsjötoppen. I bakgrunden skymtar Mälaren och Kungsängen.

Lillsjötoppen är en utsiktspunkt i Kungsängen i Upplands-Bro kommun. Den är belägen vid Lillsjöbadet, och ingår i Lillsjön-Örnässjöns naturreservat. Det finns en promenadväg från parkeringen upp till toppen. Där finns det en platå med planteringar och grillplats, omgiven av vallar som skydd mot vinden. Toppen når cirka 40 meter över Lillsjöns yta. 

## Historik
Lillsjötoppen kallades tidigare Lillsjötippen, och skapades på 1960-talet av schaktmassor från byggandet av Tibbleområdet. Den användes som tipp fram till 1990-talet. Därefter anlades det en skidbacke med lift längs den nordvästra sluttningen. Denna var i drift en bit in på 2000-talet.
Parkanläggningen på toppen är utformad av landskapsarkitekt Nils Odén. Den invigdes av Kung Carl XVI Gustaf i samband med hans kommunbesök den 29 maj 2008.
På toppen har det tidigare funnits ett par dammar med ett vattenfall längs sluttningen. Dammarna ersattes dock med planteringar under 2019 i samband med att parkanläggningen upprustades.  